# Berchidda
Berchidda (sardisk: Belchìdda, Bilchìdda) er en by og en kommune (comune) i provinsen Sassari i regionen Sardinien i Italien. Byen ligger i 290 meters højde og har 2.773 indbyggere (2016). Kommunen har et areal på 201,88 km² og grænser til kommunerne Alà dei Sardi, Calangianus, Monti, Oschiri og Tempio Pausania.